# 杭州市公安局安康医院
杭州市公安局安康医院隶属于杭州市公安局，位于浙江省杭州市余杭区良渚街道安溪村。该医院是一所安康医院，是对危害社会治安的精神病人依法进行强制医疗的专门机构。除了强制医疗外，该医院还对社会提供一般医疗服务。

## 简介
该医院始建于1954年。1989年更名为杭州市公安局安康医院，并开始对社会服务，收治社会上各类精神病人。1990年，该院开始开展精神疾病司法鉴定工作。1994年，该院成为浙江省第一家开展自愿戒毒工作的单位。1995年，该院又开始担负强制戒毒任务，挂杭州市公安局强制戒毒所牌子，成为浙江省第一家开展强制戒毒工作的单位。自愿戒毒、强制戒毒病房均属安康医院下属机构。1996年，该戒毒所被浙江省人民政府评为”浙江省先进戒毒所“。1998年杭州市公安局强制戒毒所与安康医院分开，但医务人员仍从安康医院借用。2001年，该医院经杭州市公安局和卫生部门批准，同杭州市公安局收容教育所合作，对公安强制羁押收容场所内各类强制收容人员进行性病监测检查和治疗。2001年，该医院还开始承担接受医疗保险患者就诊工作。